# Pont supérieur du Cygne
Le pont supérieur du Cygne (en russe : Верхний Лебяжий мост) est un pont de pierre à travée unique à Saint-Pétersbourg. C'est l'un des plus anciens ponts en pierre de la ville et il relie le quai du Palais à travers le Canal des Cygnes.
Le pont précédent sur le site était en bois, construit dans les années 1710 sur la Lebedinka, un cours d'eau peu profond coulant entre les rivières Moïka et Neva, à l'endroit où il entrait dans la Neva. Il a été remplacé par un pont de pierre en 1768. Des failles structurelles ont été identifiées dès le milieu du XIXe siècle, mais les réparations n'ont été effectuées que dans les années 1920. Celles-ci ont laissé l'aspect du pont inchangé et il conserve sa forme d'origine. Il a été désigné objet du patrimoine historique et culturel d'importance fédérale.

## Emplacement
Le pont traverse le canal des Cygnes, l'un des plus anciens de la ville, à l'endroit  où le canal rejoint la rivière Neva, et relie le quai du Palais entre les zones du champ de Mars à l'ouest et le jardin d'été à l'est  , . C'est l'un des deux ponts qui enjambent actuellement le canal, l'autre étant le pont inférieur du Cygne à l'extrémité sud du canal à sa jonction avec la rivière Moïka. Malgré plusieurs restaurations, son aspect est resté pratiquement inchangé depuis sa construction en pierre en 1768 jusqu'à nos jours ,. C'est l'un des plus anciens ponts de pierre de la ville .

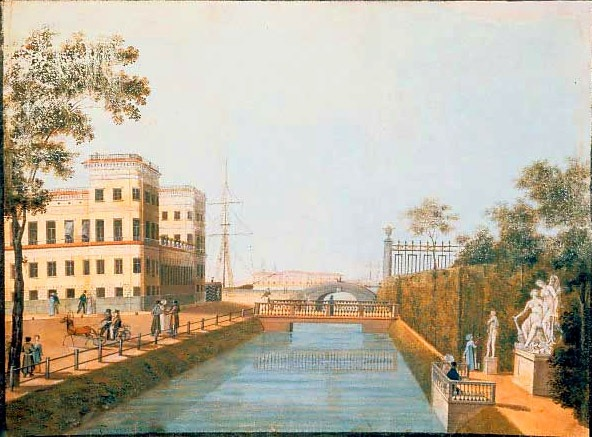
La vue nord le long du canal des Cygnes. Œuvre de 1839 d'Ivan Belonogov.